# اختلال شخصیت خودشیفته
اختلال شخصیت خودشیفته (ان‌پی‌دی) (به انگلیسی: Narcissistic personality disorder (NPD)) یک اختلال شخصیت است که با الگوی طولانی‌مدت احساسات اغراق‌شده از اهمیت خود، نیاز مفرط به تحسین و کاهش توانایی همدلی با احساسات دیگران مشخص می‌شود. اختلال شخصیت خودشیفته یکی از زیرمجموعه‌های دسته گسترده‌تری به نام اختلالات شخصیت است. این اختلال اغلب با سایر اختلالات روانی هم‌رخ می‌دهد و با ناتوانی‌های قابل‌توجه عملکردی و مشکلات روانی-اجتماعی همراه است.
اختلالات شخصیت یک کلاس از اختلالات روانی هستند که با الگوهای رفتاری، شناختی و تجربیات درونی پایدار ناسازگار و غیرقابل انعطاف مشخص می‌شوند که در زمینه‌های مختلفی بروز کرده و از الگوهای پذیرفته‌شده توسط هر فرهنگ منحرف می‌شوند. این الگوها در اوایل بزرگسالی توسعه می‌یابند و با استرس یا ناتوانی قابل‌توجهی همراه هستند. معیارهای تشخیص اختلالات شخصیت در فصل ششم طبقه‌بندی بین‌المللی آماری بیماری‌ها و در راهنمای تشخیصی و آماری اختلالات روانی انجمن روان‌پزشکی آمریکا ذکر شده است.
هیچ درمان استانداردی برای ان‌پی‌دی وجود ندارد. هم‌رخدادی بالای آن با سایر اختلالات روانی بر انتخاب درمان و نتایج آن تأثیر می‌گذارد. درمان‌های روان‌درمانی معمولاً به دو دسته تقسیم می‌شوند: درمان‌های روان‌کاوی/تحلیلی و رفتاردرمانی شناختی، با حمایت روزافزون از ادغام هر دو در درمان. با این حال، تقریباً هیچ‌گونه مطالعه‌ای در مورد تعیین اثربخشی درمان‌ها وجود ندارد. تجربه ذهنی فرد از اختلال روانی و همچنین موافقت و سطح درگیری او با درمان، به شدت به انگیزه او برای تغییر وابسته است.

## علائم و نشانه‌ها
با اینکه افراد مبتلا به ان‌پی‌دی علائم ظاهری بزرگ‌منشی را از خود نشان می‌دهند، بسیاری از آنها با نشانه‌های شدید شرم، بی‌ارزشی، خوددلسوزی کم و خودبیزاری دست و پنجه نرم می‌کنند. دیدگاه آنها نسبت به خود به‌شدت قابل تغییر و وابسته به نظرات دیگران در مورد آنهاست. آنها همچنین نسبت به انتقاد بسیار حساس بوده و نیاز شدیدی به تحسین دارند. افراد مبتلا به ان‌پی‌دی از طریق این تحسین، ارزش خود و معنای زندگی را به دست می‌آورند. افراد مبتلا به ان‌پی‌دی معمولاً انگیزه دارند تا به اهداف، وضعیت، پیشرفت و کمال‌پرستی خود برسند و ارتباطات را نادیده گرفته یا از موقعیت‌ها فرار کنند به دلیل ترس از ناتوانی، شکست، بی‌ارزشی، حس حقارت، شرم، تحقیر و از دست دادن کنترل.
افراد مبتلا به ان‌پی‌دی تلاش می‌کنند تا از طریق جلب توجه اجتماعی و تأیید، از این احساسات فرار کنند و با آنها مبارزه کنند، اغلب با اغراق در مورد مهارت‌ها، دستاوردها و درجه نزدیکی خود با افرادی که آنها را با مقام‌های بالا می‌دانند. همچنین، آنها ممکن است در قبول کمک دچار مشکل شوند، تصورات انتقامی و احساس حق مالکیت داشته باشند و‌ ممکن است به طور ظاهری از خود تواضع نشان دهند. آنها به احتمال بیشتری به دنبال جراحی‌های پلاستیک خواهند رفت به دلیل میل برای جلب توجه و دیده شدن به عنوان فردی زیبا. احساس برتری شخصی ممکن است آنها را وادار به تسلط بر گفتگوها کند، به دیگران بخندند یا زمانی که دیگران درباره خود سخن می‌گویند، نامتعادل و تحقیرآمیز رفتار کنند. تغییرات ناگهانی در سطوح عزت نفس می‌تواند منجر به کاهش قابل توجه توانایی در تنظیم عواطف شود.
بیماران مبتلا به ان‌پی‌دی دارای توانایی پایین‌تری در شناسایی حالت‌های چهره یا تقلید از احساسات هستند و همچنین ظرفیت کمتری برای همدلی عاطفی و هوش هیجانی دارند. با این حال، آنها نمی‌توانند به فقدان ظرفیت برای همدلی شناختی یا نظریه‌پردازی در مورد ذهن اشاره کنند؛ به عبارت دیگر، آنها قادر به درک احساسات دیگران و انتساب حالات ذهنی به خود یا دیگران هستند. این افراد ممکن است در ارتباط با تجربیات دیگران و ابراز آسیب‌پذیری عاطفی با مشکل مواجه شوند. همچنین، افراد مبتلا به ان‌پی‌دی کمتر احتمال دارد که در رفتارهای اجتماعی شرکت کنند، اگرچه همچنان می‌توانند به طرقی ایثارگرانه عمل کنند تا دیدگاه دیگران درباره خود را بهبود بخشند، پایگاه اجتماعی خود را ارتقا دهند یا اگر به‌طور صریح از آنها خواسته شود.
رابطه‌های افراد مبتلا به ان‌پی‌دی معمولاً دشوار است. این افراد ممکن است مرزهای دیگران را بی‌احترامی کنند و آنها را ایده‌آل‌سازی و بی‌ارزش‌سازی کنند. آنها معمولاً افراد را از نظر احساسی دور نگه می‌دارند و ممکن است انکار، فرافکنی یا دوپاره‌سازی کنند. افراد خودشیفته معمولاً با خشم و خصومتی به رد خود واکنش نشان می‌دهند و ممکن است دیگران را که با آنها مخالفت می‌کنند، تحقیر، توهین یا سرزنش کنند.
آنها معمولاً فاقد خویشتن‌آگاهی هستند و در درک ویژگی‌ها و تمایلات خودشیفته خود دچار مشکل خواهند بود؛ یا به دلیل اعتقاد به اینکه ویژگی‌های ان‌پی‌دی به آنها تعلق ندارد، یا به دلیل امتناع از پذیرفتن یا تأیید ویژگی‌های منفی به منظور حفظ تصویر مثبت از خود. خودشیفته‌ها ممکن است در درک دیدگاه‌های متعدد درباره مسائل دچار مشکل شوند و به تفکر سیاه و سفید تمایل داشته باشند. با این حال، افراد مبتلا به ان‌پی‌دی اغلب احساس می‌کنند که در ارزیابی درست احساسات دیگران مهارت دارند.

## همه گیرشناسی
طبق DSM-IV-TR شیوع تقریبی اختلال شخصیت خودشیفته، دو تا شانزده درصد از جمعیت بالینی و کمتر از یک درصد از جمعیت عمومی است. خطر وقوع این اختلال در فرزندان افراد مبتلا ممکن است بیشتر از دیگران باشد، چون آن‌ها احساس غیر واقع بینانه همه توانی (قدرت مطلق؛ omnipotence)، خود بزرگ بینی، زیبا بودن و با هوش بودن را در ذهن فرزندان خود نیز می‌کارند. تعداد افراد مبتلا به این اختلال هر روز بیشتر از پیش گزارش می‌شود.به گزارش DSM-5، نرخ شیوع اختلال شخصیت خودشیفته، بر اساس معیارهای DSM-IV، در نمونه‌های آماری گرفته شده از جامعه، ۰٪ تا ۶٫۲٪ است.

## تشخیص

### ملاک‌های تشخیصیDSM-IV-TRدر مورد اختلال شخصیت خود شیفته
خود بزرگ بینی (در خیال یا رفتار)، نیاز به مقبولیت، و فقدان حس همدلی به صورت الگویی نافذ و فراگیر که از اوایل بزرگسالی شروع شده باشد و در زمینه‌های گوناگون به چشم آید، که علامت‌اش وجود لااقل پنج تا از موارد زیر است:
1. احساس خود بزرگ بینانه‌ای به صورت مهم پنداشتن خود داشته باشد (مثلاً در موفقیت‌ها و استعدادهای خود اغراق کند یا بدون آنکه به موفقیت شایسته‌ای دست یافته باشد، انتظار داشته باشد که او را آدم بزرگ و مهمی بدانند).
2. مشغولیت ذهنیش خیالاتی از قبیل موفقیت، قدرت، استادی و ذکاوت، زیبایی یا محبوب و دوست داشتنی بودن در حد نامحدود باشد.
3. معتقد باشد که «استثنایی» است و تنها سایر افراد (یا موسسات) استثنایی یا رده بالا می‌توانند او را درک کنند یا او باید تنها با این افراد رابطه داشته باشد.
4. احتیاج داشته باشد که به شکلی افراطی تحسین شود.
5. احساس محق بودن (entitlement) بکند، یعنی به شکل نامعقولی انتظار داشته باشد برخوردی رضایت بخش و اختصاصی با او صورت گیرد یا افراد خود به خود تسلیم خواسته‌هایش شوند.
6. در روابط بین فردی استثمارگر باشد، یعنی از امتیازات دیگران برای رسیدن به مقاصد خود استفاده کند.
7. فاقد حس همدلی باشد، یعنی تمایلی به درک یا شناخت احساسات و نیازهای دیگران نداشته باشد.
8. اغلب به دیگران حسودی کند یا معتقد باشد که دیگران به او حسادت می‌کنند.
9. رفتارها و نگرش‌هایش پرافاده و تکبر‌آمیز باشند.[۵۶]

## خصایص بالینی
افراد مبتلا به اختلال شخصیت خودشیفته، احساس خود بزرگ بینی می‌کنند و خود را آدم مهمی می‌پندارند. فکر می‌کنند شخص منحصر به فردی هستند و باید دیگران به طرز خاصی با آن‌ها تا کنند. احساس استحقاق و برتری آن‌ها کاملاً چشمگیر است. تاب تحمل انتقاد را ندارند و از اینکه هر کسی به خود اجازه انتقاد کردن از آن‌ها را می‌دهد، عصبانی می‌شوند یا ممکن است بی‌اعتنایی کامل به انتقادها از خود نشان دهند. آن‌ها فقط نظر خود را قبول دارند و اغلب در طمع کسب شهرت و ثروت بادآورده‌اند. روابط آن‌ها شکننده است و چون به قواعد مرسوم رفتار تن در نمی‌دهند، ممکن است خون دیگران را به جوش آورند. رفتار استثمار گرانه در روابط بین فردی آن‌ها چیز کاملاً پیش پا افتاده و رایجی است. اینها نمی‌توانند همدلی از خود نشان دهند و تنها برای دستیابی به اهداف خودخواهانه خودشان تظاهر به همدردی می‌کنند. اعتماد به نفس این بیماران شکننده است و آن‌ها مستعد افسردگی‌اند. مشکلات بین فردی، مشکلات شغلی، طرد، و از دست دادن محبت دیگران از جمله فشارهای روانی شایعی است که خودشیفته‌ها با رفتارشان برای خودشان ایجاد می‌کنند و همین فشارها نیز همانهایی است که اینها هیچ نمی‌توانند از پسشان برآیند.

## تشخیص افتراقی
اختلال شخصیت خودشیفته علائم زیادی را با اختلال شخصیت ضد اجتماعی به اشتراک دارد ولی تمام افراد مبتلا به NPD مبتلا به اختلال شخصیت ضد اجتماعی نيستند. معنی کرنبرگ تفاوت بین اختلال مرزی و خودشیفته را در چسبندگی بیش از اندازه افراد با اختلال شخصیت مرزی می‌داند. بیماران دچار اختلال شخصیت خودشیفته کمتر از بیماران مبتلا به اختلال شخصیت مرزی اضطراب دارند، زندگیشان کمتر از آن‌ها آشوبناک است، و کمتر اقدام به خودکشی می‌کنند. در بیماران دچار اختلال شخصیت ضداجتماعی سابقه رفتار تکانشی وجود دارد که اغلب به سوءمصرف الکل و سایر مواد مربوط است و باعث می‌شود گرفتاریهای مکرر قانونی پیدا کنند. در بیماران مبتلا به اختلال شخصیت نمایشی، خصایصی از نمایشگری و دست انداختن و سر کار گذاشتن دیگران در روابط بین فردی دیده می‌شود که با آنچه در بیماران مبتلا به اختلال شخصیت خودشیفته دیده می‌شود، مشابهت دارد.اختلال شخصیت خودشیفته با اختلال شخصیت ضداجتماعی ارتباط نزدیکی دارد و افراد مبتلا به اختلال شخصیت خودشیفته معمولاً رفتار خودخواهانه، مکارانه، و پرخاشگرانه نشان می‌دهند. آن‌ها می‌خواهند از دیگران بهره‌کشی کنند، و نسبت به دیگران همدلی ندارند. همه اینها به رفتارهای موجود در اختلال شخصیت ضد اجتماعی شبیه هستند. اما آنچه تمایز این دو را آسان می‌سازد این است که افراد خود شیفته دایماً استعداد خود را بزرگ نمایی می‌کنند و خود را منحصر به فرد و برتر از دیگران می‌دانند.

## سیر و پیش آگهی
اختلال شخصیت خودشیفته، اختلالی مزمن و صعب العلاج است. این گونه بیماران پیوسته باید متحمل ضربه‌هایی شوند که در نتیجه رفتار خودشان با وقایع زندگی بر خودشیفتگی شان وارد می‌شود. آن‌ها نمی‌توانند پیری را تاب آورند؛ چون زیبایی، قدرت، و مزایای جوانی برایشان مهم است و آن‌ها دودستی به این چیزها چسبیده‌اند. به همین دلیل در برابر بحران‌های میانسالی آسیب‌پذیر تر از دیگران‌اند.

## علت‌شناسی

### نظریهٔروان‌پویشی
بر این اساس امروز صفات شخصیتی اختلال شخصیت خودشیفته، در فرزندان والدینِ سرد و بی‌عاطفه، که به ندرت موفقیت‌های کودک را ستایش می‌کنند، به وجود می‌آیند. این گونه والدین موفقیت‌های کودکان را معمولاً بی‌ارزش می‌دانند و ترجیح می‌دهند دربارهٔ موفقیت‌های خودشان حرف بزنند. در اثر این تجربه‌ها، کودکان برای مقابله با احساس بی‌ارزشی، نارضایتی، و عدم پذیرش خود، سعی می‌کنند راه‌هایی پیدا کنند. یکی از روش‌ها این است که به خود دلداری دهند و خودشان را متقاعد کنند که فردی باارزش و بااستعداد هستند. محصول نهایی این فرایند، فردی است بدون اعتماد به نفس که دربارهٔ استعدادها و موفقیت‌های خود دایماً به دنبال جلب توجه است، نسبت به دیگران بی‌عاطفه و بی‌اعتناست، زیرا در کودکی زندگی با والدین سرد و بی‌عاطفه را تجربه کرده‌است. آنچه این نگرش را تأیید می‌کند گذشته افراد مبتلا به اختلال شخصیت خودشیفته است، زیرا اکثر آن‌ها قربانی بدرفتاری و غفلت بوده‌اند. اما بدرفتاری و غفلت در دوران کودکی شرط کافی برای ابتلا به اختلال شخصیت خودشیفته نیست، و بعضی روان‌شناسان بالینی اعتقاد دارند که محبت بیش از حد والدین و رفتار بیش از حد مثبت آن‌ها باعث می‌شود که فرزندان بیش از حد به خود مطمئن شوند و باورهای غیرمعقول و خود بزرگ بینانه به وجود آورند. جالب اینجاست که شواهد تصادفی نیز تأیید می‌کنند که اکثر افراد مبتلا به خودشیفتگی اولین فرزندان یا تنها فرزندان خانواده هستند، زیرا در این حالت، والدین برای رسیدگی به فرزندان وقت و توجه بسیار زیادی به کار می‌برند.

### مدل روان‌شناسی خود
هینز کوهات، نوعی نظریه تحلیل روانی به نام روان‌شناسی خود را پایه‌گذاری کرد که آن را در دو کتاب تحلیل خود(۱۹۷۱) و بازسازی خود(۱۹۷۷) شرح داد. کوهات خاطرنشان کرد که شخص دچار اختلال شخصیت خودشیفته، در ظاهر، خود والابینی چشمگیر، خودشیفتگی، و خیالات مربوط به موفقیت نامحدود را نمایش می‌دهد. اما طبق نظریه‌پردازی کوهوت این ویژگی‌ها عزّت نفسی بسیار شکننده را پنهان می‌کنند.
به عقیده کوهات، خود در اوایل زندگی به شکل یک ساختار دو قطبی، با بزرگی و عظمت نارس در یک قطب و بیش آرمانی‌سازی مشروط دیگران در قطب دیگر، پدید می‌آید. وقتی که پدر و مادر با احترام، صمیمیت و همدلی به کودک پاسخ می‌دهند، حس بهنجار ارزش خویشتن را به فرزند هدیه می‌کنند. شکست در کسب عزت نفس سالم زمانی روی می‌دهد که پدر و مادر با تأیید و پذیرش به نمایش‌های کودک در خصوص قابلیت و شایستگی اش واکنش نشان نمی‌دهند؛ یعنی به کودک به عنوان ابزاری برای پرورش عزت نفس پدر و مادر بها می‌دهند، نه به خاطر ارزشمندی خود او. این کودکان در پذیرش کمبودها و معایب‌شان مشکل خواهند داشت. به عقیده کوهات این نقایص در پایه‌ریزی خود پنداشت سالم، باعث پیدایش اختلال شخصیت خود شیفته می‌شود. اشخاص دچار اختلال شخصیت خودشیفته، در بزرگسالی می‌کوشند تا از طریق جستجوی پایان‌ناپذیر عشق و تأیید از جانب دیگران به حس خودارزشمندی‌شان کمک کنند. این مدل گرچه با نفوذ بوده‌است، پژوهش اندکی برای آزمودن آن انجام شده‌است. اختلال شخصیت نارسیستیک نتیجه نقص در ساختار «خود» است؛ یعنی «خود» ی انعکاس نایافته که در جستجوی موضوعی آرمانی است. نقص در ساختار «خود»، از نقصان‌ها و کمبودهای دوران کودکی ناشی می‌شود. در دوران کودکی برای جبران یا پوشش نهادن بر این نقایص، ساختارهای ثانوی ایجاد می‌شوند.

### مدل شناختی اجتماعی
کارولین مورف و فردریک رودوالت(۲۰۰۱) مدلی برای اختلال شخصیت خودشیفته طرح‌ریزی کردند که بر پایه دو عقیده بنیادی استوار است: نخست اینکه اشخاص دچار این اختلال عزت نفس شکننده دارند، که تا حدودی به این علت است که سعی می‌کنند باور استثنایی بودن خود را حفظ کنند و دوم اینکه، اهمیت تعاملات بین شخصی برای آن‌ها به خاطر کمک به عزت نفس است نه به خاطر دست یافتن به نزدیکی و صمیمیت. به عبارت دیگر، آن‌ها در بند هدف حفظ تصویری باشکوه از خودشان هستند، و این هدف بر تجارب آن‌ها سایه می‌افکند. کارهای مورف و رودوالت از این حیث که آن‌ها مطالعات آزمایشگاهی و پژوهشی طراحی کرده‌اند تا فرایندهای شناختی، هیجانی و بین‌شخصی مرتبط با اختلال شخصیت خودشیفته را تبیین کنند، کاملاً منحصر به فرد است. مورف و رودوالت برای ارزیابی این عقیده که اشخاص دچار اختلال شخصیت خودشیفته سعی می‌کنند باورهای عظمت را در مورد خودشان حفظ کنند، مطالعات مربوط به سوگیری‌ها در شیوه ارزیابی اشخاص دچار این اختلال از خودشان در موقعیت‌های مختلف را بررسی می‌کنند. برای مثال، در مطالعات آزمایشگاهی، اشخاص دچار اختلال شخصیت خودشیفته جذابیت خود برای دیگران را بیش از حد برآورد می‌کنند، و کمک‌هایشان به فعالیت‌های گروه را زیادی برآورد می‌کنند. («دیگران قطعاً به من حسادت می‌کنند، من مسئول بیشترین سهم از پیشرفت‌مان در اینجا بوده‌ام.») در برخی مطالعات، پژوهشگران به آزمودنی‌ها پسخوراند دادند که آن‌ها در کاری موفق بوده‌اند (بدون توجه به عملکرد واقعی‌شان)، سپس از آن‌ها خواستند دلایل موفقیت‌شان را ارزیابی کنند. در این نوع مطالعات، اشخاص دچار اختلال شخصیت خودشیفته، موفقیت را به توانایی خود نسبت داده‌اند نه به شانس یا اتفاق؛ بنابراین مجموعه‌ای از مطالعات حاکی از آن است که اشخاص دچار اختلال شخصیت خودشیفته سوگیری‌های شناختی دارند که به حفظ باورهای خودبزرگ‌بینی کمک می‌کنند. مورف و رودوالت برای ارزیابی اینکه اشخاص دچار اختلال شخصیت خودشیفته عزت نفس شکننده دارند یا نه، مطالعات مربوط به میزان وابستگی عزت نفس آن‌ها به پسخوراند بیرونی را بررسی می‌کنند. برای مثال، وقتی به دروغ گفته می‌شود که آن‌ها در یک آزمون IQ شکست خورده‌اند، بسیار بیشتر از دیگران واکنش‌پذیری نشان می‌دهند؛ همچنین، وقتی که گفته می‌شود در کاری موفق شده‌اند، باز هم واکنش‌پذیری بیشتری نشان می‌دهند. مورف و رودوالت استدلال می‌کنند که این آسیب‌پذیری عزت نفس آن‌ها در برابر پسخوراند بیرونی از تلاش آن‌ها برای حفظ تصوّری کاذب دربارهٔ خودشان نشأت می‌گیرد. بر طبق این نظریه، وقتی که اشخاص دچار اختلال شخصیت خودشیفته با دیگران تعامل می‌کنند، هدف اصلی آنان حمایت از عزت نفس‌شان است. این هدف به چند طریق بر طرز رفتار آن‌ها با دیگران تأثیر می‌گذارد. نخست اینکه آن‌ها تمایل به فخر فروشی فراوان دارند؛ این کار در آغاز تأثیر خوبی بر جای می‌گذارد، اما با گذشت زمان، دیگران فخرفروشی مکرر را منفی تعبیر می‌کنند (پائول هوس، ۱۹۹۸). دوم اینکه وقتی کسی دیگر که در کاری که با عزت نفس ارتباط دارد بهتر از آنان عمل می‌کند، وجهه آن شخص را خراب خواهند کرد، حتی اگر او مجبور شود با وجهه آن‌ها نیز همین کار را انجام دهد. یعنی، تحسین شدن یا دست یافتن به موفقیت رقابتی، برای آن‌ها مهم‌تر از صمیمی بودن با دیگران است. این چهارچوب، درک علت این موضوع را آسان می‌کند که چرا اشخاص دچار اختلال شخصیت خودشیفته کارهایی می‌کنند که باعث سردی و بیزاری دیگران می‌شود؛ علاقه اصلی آن‌ها «بردن» است نه دستیابی به صمیمیت و حفظ آن.

## درمان

### رواندرمانی
درمان اختلال شخصیت خودشیفته دشوار است؛ چون اگر قرار است پیشرفتی در کار حاصل شود، بیمار باید از خودشیفتگی خود دست بردارد. روانپزشکانی مثل اتوکرنبرگ و هاینتس کوهوت رویکردهای روانکاوانه را برای اصلاح این بیماران پیشنهاد می‌کنند، اما برای آنکه معلوم شود اصلاً چنین تشخیصی معتبر هست یا نه، و اگر معتبر است بهترین درمانش کدام است، هنوز پژوهش‌های بیشتری باید صورت گیرد. برخی بالینگران گروه درمانی را برای بیماران خود توصیه می‌کنند تا آن‌ها بتوانند چگونگی مشارکت با دیگران را یادگرفته و تحت شرایط ایده‌آل، واکنشی توأم با همدلی نسبت به دیگران نشان دهند.
وقتی برای کمک به این افراد از رواندرمانی استفاده می‌شود، معمولاً روی خود بزرگ بینی، حساسیت بیش از حد به ارزیابی شدن از سوی دیگران، و عدم همدلی از دیگران تمرکز می‌شود. در شناخت درمانی تلاش می‌شود تا باورهای غلط یا خیالبافی‌های این افراد با تمرکز روی تجربه‌های لذتبخش روزمره و واقعاً قابل وصول جایگزین شوند. برای کمک به این افراد در جهت مواجه شدن با انتقاد دیگران و قبول آن، از استراتژی‌های مقابله‌ای، مثل ریلکسیشن استفاده می‌شود. یکی دیگر از اهداف رواندرمانی این است که به این افراد کمک شود روی احساسات دیگران تمرکز کنند. چون این افراد در مقابل دوره‌های افسردگی شدید بسیار آسیب‌پذیر هستند، مخصوصاً در میانسالی، افسردگی آن‌ها نیز مورد رواندرمانی قرار می‌گیرد. با این حال، هرگونه نتیجه‌گیری دربارهٔ تأثیر این‌گونه رواندرمانی در اختلال شخصیت خودشیفته، غیرممکن است.

### دارودرمانی
برای بیمارانی که یکی از علایم بالینیشان، چرخشهای سریع خلق (mood swings) است، لیتیوم را به کار برده‌اند. از آنجا که بیماران مبتلا به اختلال شخصیت خودشیفته نمی‌توانند طرد را تحمل کنند و مستعد افسردگی هستند، داروهای ضد افسردگی به ویژه داروهای سروتونرژیک می‌تواند مفید واقع شود.